# Conus carinatus
Conus carinatus é uma espécie de gastrópode do gênero Conus, pertencente a família Conidae.